# Comunità ebraica di Salerno

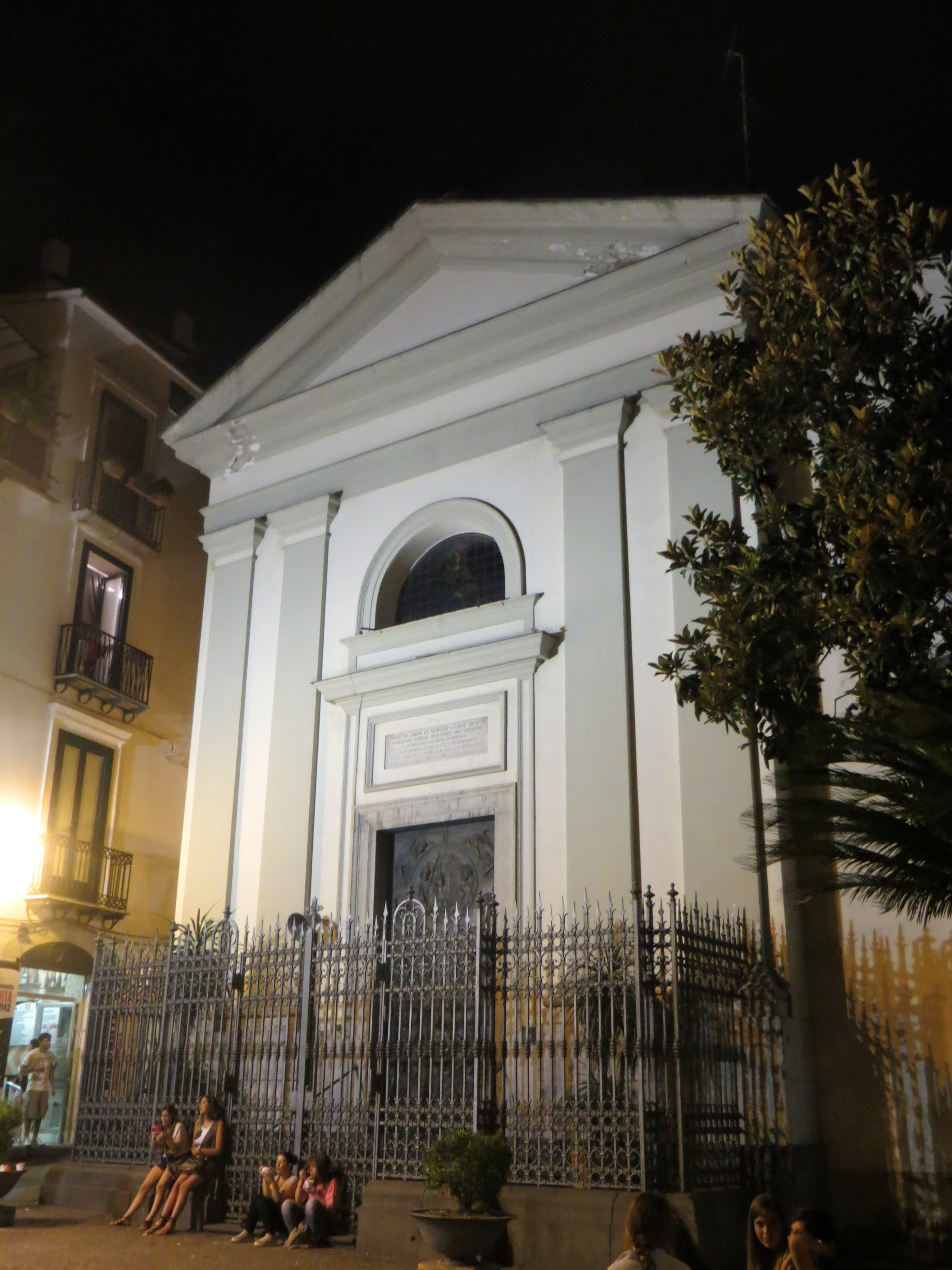
Facciata della Chiesa di Santa Lucia de Judaica, che fu costruita nell'antico quartiere della Giudaica a Judecca, posto tra le mura medioevali, dove vivevano gli Ebrei di Salerno

La Comunità ebraica di Salerno fu un gruppo religioso di Salerno che si sviluppò nel Medioevo, specialmente nei secoli della Salerno longobarda. Questa comunità fu la maggiore di questa religione nel meridione continentale italiano in quei secoli.

## Storia
Vi sono tracce della presenza di ebrei a Salerno fin dai tempi dell'Impero romano. Ma è dalla fine del secolo IX che si hanno notizie di una piccolo ghetto nella Salerno del Principato di Salerno, quando cominciò a fiorire la "Opulenta Salernum" grazie ai commerci ed allo sviluppo della sua Scuola Medica.
Salerno -nei secoli XI e XII- aveva una notevole comunità ebrea nell'area detta "Giudecca" intorno all'attuale Chiesa di Santa Lucia de Judaica, che era la più numerosa nel meridione italiano (avendo oltre seicento membri intorno al 1167, secondo Beniamino da Tudela). Questa presenza era cresciuta negli anni della "Opulenta Salernum" e si era arricchita col commercio marittimo con altre comunita ebraiche nel Medio Oriente e nell'Egitto.
Innoltre questi ebrei erano famosi in tutto il Principato di Salerno per la produzione di stoffe pregiate e per la loro tintura.
La comunità, concentrata nel piccolo Ghetto di Salerno, praticamente scomparve nei decenni successivi al distruttivo attacco contro Salerno fatto da Enrico VI nel 1194, anche se qualche ebreo rimase a Salerno fino al 1541 quando Carlo V ordinò la fine alla presenza ebraica nel sud italiano - dominato dagli Spagnoli dell'Inquisizione).